# Сквамозне ћелије
Сквамозне ћелије (СЋ) су специјализована врста ћелија која се нормално налази на површини ткива. Повезују се заједно да формирају баријеру која се зове епител који штити ткиво испод површине од инфекција и повреда. 

## Опште информације
СЋ имају раван облик и формирају чврсте везе са суседним ћелијама што им омогућава да издрже стрес боље од других врста ћелија.
Нормално се налазе у:
- кожи,
- устима,
- једњаку,
- великим дисајним путевима у плућима,
- грлићу материце,
- аналном каналу.

У другим деловима тела, ове ћелије се могу развити из процеса метаплазија, нпр код карцинома сквамозних ћелија (КСЋ)  врсти рака који се састоји од абнормалних сквамозних ћелија. Ова врста рака може се развити у било ком делу тела где се нормално налазе сквамозне ћелије. 
У многим деловима тела, КСЋ настаје из преканцерозног стања или дисплазија.